# Alan Hale Jr.
Pour les articles homonymes, voir Alan Hale et Hale.
Alan Hale, Jr. est un acteur américain né le 8 mars 1921 à Los Angeles, Californie (États-Unis) et mort dans la même ville le 2 janvier 1990.

## Biographie
Il est le fils d'Alan Hale, Sr. (1892-1950), autre acteur américain.
Il est surtout connu pour son rôle du skipper Jonas Grumby dans la série L'Île aux naufragés, diffusée entre 1964 et 1967 ainsi que dans ses nombreux téléfilms dérivés.

## Filmographie

### Cinéma
- 1933 : Les Enfants de la crise (Wild Boys of the Road) de William A. Wellman
- 1941 : L'Escadrille des jeunes (I Wanted Wings) de Mitchell Leisen : Cadet
- 1941 : Time Out for Rhythm : College boy
- 1941 : Sweetheart of the Campus : Football Player
- 1941 : Bombardiers en piqué (Dive Bomber) : Pilot
- 1941 : Le Collège en folie (All-American Co-Ed) de LeRoy Prinz : Tiny
- 1941 : Military Training : Poor Instructor
- 1942 : Les Rivages de Tripoli (To the Shores of Tripoli) : Tom Hall
- 1942 : Victory Quiz : K. P. Soldier
- 1942 : Top Sergeant de Christy Cabanne : Cruxton
- 1942 : L'Escadrille des aigles (Eagle Squadron) : Olsen
- 1942 : Rubber Racketeers : Red
- 1942 : The McGuerins from Brooklyn : Alan (gym man)
- 1942 : La Sentinelle du Pacifique (Wake Island) : Boy
- 1943 : La Dangereuse Aventure (No Time for Love) : Union Checker
- 1943 : Quand le jour viendra (Watch on the Rhine) de Herman Shumlin : Boy
- 1946 : Le Joyeux Barbier (Monsieur Beaucaire) de George Marshall : Courtier
- 1946 : La Course au bonheur (Sweetheart of Sigma Chi) de Jack Bernhard et William Beaudine : Mike Mitchell
- 1947 : C'est arrivé dans la Cinquième Avenue (It Happened on 5th Avenue) de Roy Del Ruth : Whitey
- 1947 : Sarge Goes to College : Sarge
- 1947 : The Spirit of West Point : Oklahoma Cutter
- 1948 : Le Retour (Homecoming) de Mervyn LeRoy : MP
- 1948 : Music Man : Joe
- 1948 : One Sunday Afternoon : Marty
- 1949 : Two Knights from Brooklyn : Gym Man Alan
- 1949 : Faux Jeu (It Happens Every Spring) : Schmidt
- 1949 : Rim of the Canyon de John English : Matt Kimbrough
- 1949 : Riders in the Sky (en) : Marshal Riggs
- 1950 : Planqué malgré lui (When Willie Comes Marching Home) de John Ford : Laughing sergeant at dance
- 1950 : Swiss Tour : Joe
- 1950 : Kill the Umpire : Harry Shea
- 1950 : La Cible humaine (The Gunfighter) : premier frère
- 1950 : Corruption (The Underworld Story) de Cy Endfield : Shaeffer, Durham Warehouse Thug
- 1950 : The Blazing Sun (en) de John English : Ben Luber
- 1950 : Les Cadets de West Point (The West Point Story) : Bull Gilbert
- 1950 : Short Grass : Chris
- 1951 : Sierra Passage : Yance Carter
- 1951 : Home Town Story : Slim Haskins
- 1951 : Honeychile : Joe Boyd
- 1952 : And Now Tomorrow
- 1952 : La Vallée des géants (The Big Trees) de Felix Feist : Tiny
- 1952 : Les Fils des Mousquetaires (At sword's point) : Porthos
- 1952 : Wait 'Til the Sun Shines, Nellie : George Oliphant
- 1952 : Lady in the Iron Mask : Porthos
- 1952 : Arctic Flight : Wetherby
- 1952 : La Mission du commandant Lex (Springfield Rifle) : Mizzell
- 1952 : The Yellow Haired Kid : Johny Deuces
- 1952 : Mr. Walkie Talkie : Tiny
- 1953 : La Taverne des révoltés (The Man Behind the Gun) de Felix E. Feist : Caporal Olaf Swenson
- 1953 : Trail Blazers
- 1953 : Captain John Smith and Pocahontas : Fleming
- 1954 : The Iron Glove : Patrick Gaydon
- 1954 : Le Trésor du Capitaine Kidd (Captain Kidd and the Slave Girl) de Lew Landers : Jay Simpson
- 1954 : Quatre Étranges Cavaliers (Silver Lode) d'Allan Dwan : Kirk
- 1954 : Billy the Kid contre la loi (The Law vs. Billy the Kid) de William Castle : Bob Ollinger
- 1954 : Sur la trace du crime (Rogue Cop) : Johnny Stark
- 1954 : Le Nettoyeur (Destry) de George Marshall : Jack Larson
- 1954 : Un amour pas comme les autres (Young at Heart) : Robert Neary
- 1955 : Born in Freedom: The Story of Colonel Drake
- 1955 : L'Aventure fantastique (Many Rivers to Cross) de Roy Rowland : Luke Radford
- 1955 : Le Renard des océans (The Sea Chase) : Wentz
- 1955 : L'Homme traqué (A Man Alone) : Sheriff Jim Anderson
- 1955 : La Rivière de nos amours (The Indian Fighter) : Will Crabtree
- 1956 : Le Tueur s'est évadé (The Killer is Loose) : Denny
- 1956 : The Three Outlaws : Sundance Kid
- 1956 : La Caravane des hommes traqués (Canyon River) : George Lynch
- 1956 : The Cruel Tower : Rocky
- 1956 : Les Ailes de l'espérance (Battle Hymn) : Mess sergeant
- 1957 : Affair in Reno : Deke, chief thug
- 1957 : Le Brigand bien-aimé (The True story of Jesse James) de Nicholas Ray : Cole Younger
- 1957 : All Mine to Give : Tom Cullen
- 1957 : Casey Jones (série télévisée) : Casey Jones (1958)
- 1958 : Madame et son pilote (The Lady Takes a Flyer) : Frank Henshaw
- 1958-1959 : Au nom de la loi (Wanted Dead or Alive) (série télévisée) Saison 1 épisode 5 : Dan Poe
- 1959 : La Mission secrète du sous-marin X-16 (Up Periscope) de Gordon Douglas : Lt. Pat Malone
- 1959 : Moochie of the Little League (TV) : Fred Preston
- 1959 : Les Incorruptibles, (série télévisée)  Le Gang des trois États
- 1960 : Thunder in Carolina : Buddy Schaeffer
- 1960 : Moochie of Pop Warner Football : Fred Preston
- 1961 : The Long Rope : Sheriff John Millard
- 1962 : The Iron Maiden : Paul Fisher
- 1963 : The Crawling Hand : Sheriff Townsend
- 1964 - 1967 : L'Île aux naufragés (Gilligan's Island), (série télévisée) : Jonas Grumby, le capitaine (99 épisodes)
- 1964 : Le Bataillon des lâches (Advance to the Rear) de George Marshall : Sgt. Beauregard Davis
- 1964 : La Patrouille de la violence : Leach
- 1968 : Tiger by the Tail : Billy Jack Whitehorn
- 1968 : Pendez-les haut et court (Hang 'Em High) : Matt Stone, Cooper Hanging Party
- 1968 : Les Mystères de l'Ouest (The Wild Wild West), (série TV) - Saison 4 épisode 17, La Nuit du Trésor (The Night of the Sabatini Death), de Charles R. Rondeau : Ned Brown
- 1969 : Le Virginien (TV) saison 8 épisode 09 (The bugler) : Sergent O'Rourke
- 1970 : The Andersonville Trial (en) (TV) : Court-martial board member
- 1970 : Le Reptile (There Was a Crooked Man…) : Tobaccy
- 1971 : Le Virginien (TV) saison 9 épisode 20 (Tate: Ramrod) : Sam Donner
- 1974 : Rex Harrison Presents Stories of Love (TV)
- 1974 : The New Adventures of Gilligan (série télévisée) : Skipper Jonas Grumby
- 1975 : The Sky's the Limit : Cholly
- 1975 : The Giant Spider Invasion : Sheriff Jeff Jones
- 1978 : Rescue from Gilligan's Island (en) (TV) : Skipper Jonas Grumby
- 1979 : The Great Monkey Rip-Off
- 1979 : Evidence of Power
- 1979 : The North Avenue Irregulars : Harry the Hat
- 1979 : Angels' Brigade : Manny
- 1979 : Le Cinquième Mousquetaire (The Fifth Musketeer) de Ken Annakin : Porthos
- 1979 : The Castaways on Gilligan's Island (en) (TV) : Skipper Jonas Grumby
- 1981 : The Harlem Globetrotters on Gilligan's Island (en) (TV) : Skipper Jonas Grumby
- 1982 : Gilligan's Planet (série télévisée) : Skipper (voix)
- 1984 : The Red Fury : Doc Kaminsky
- 1984 : Hambone and Hillie : McVickers
- 1984 : Johnny le dangereux (Johnny Dangerously) : Desk Sergeant
- 1987 : Terror Night (en) de Nick Marino : Jake Nelson
- 1987 : Back to the Beach (en) de Lyndall Hobbs (en) : Bartender's Buddy